# Torre Mercantil
La Torre Banco Mercantil, también conocido como Edificio Mercantil, es un rascacielos de 179 metros en Caracas, Venezuela. Cuenta con 40 plantas y esta ubicado en la Avenida Andrés Bello de la Parroquia La Candelaria. El edificio recibe el nombre del Banco Mercantil, al ser su sede principal. Es el Cuarto edificio más alto de Venezuela, el cual fue comenzado en 1979 y culminado en 1982. 

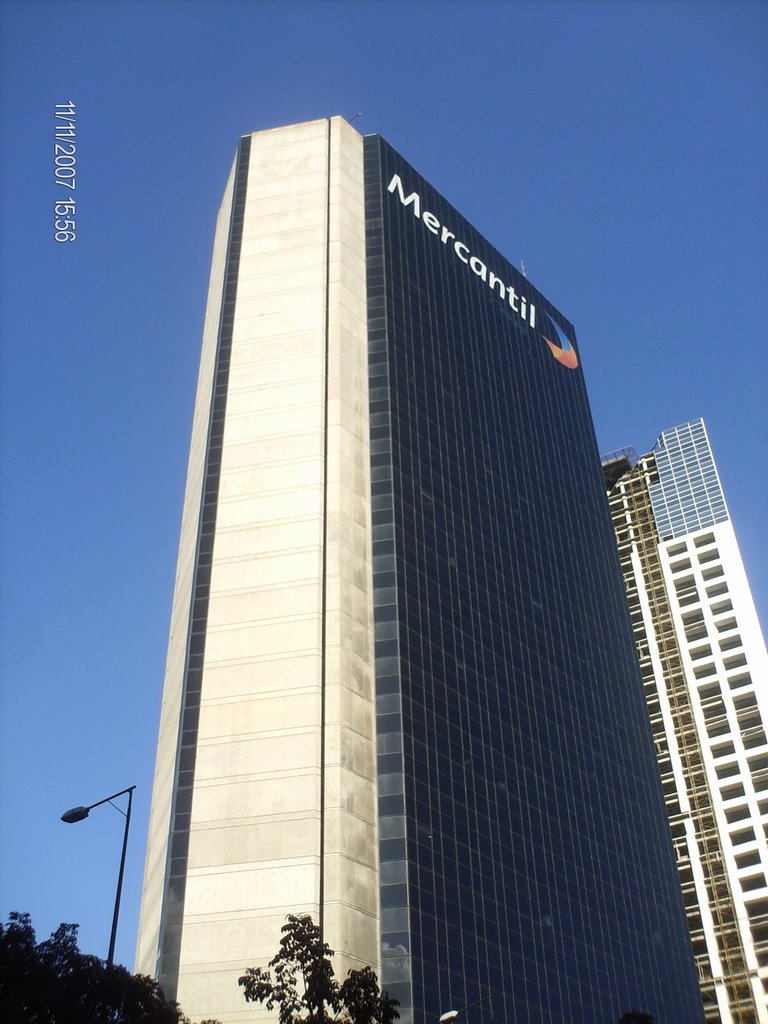
Vista desde el exterior

El Complejo cuenta con 70.000m² de construcción, sobre una parcela con forma triangular en la cual se desarrollo el edificio de estacionamiento de 7 niveles ubicado al norte de la torre principal; La torre de 40 plantas,cuenta con un Helipuerto, y 10 ascensores para el traslado de los trabajadores.
Las fachadas (norte y sur) de la torre principal fueron cubiertas de un muro cortina de cristal en tono negro, y las fachadas (oeste y esté), fueron recubiertas en Concreto armado.